# クボタ・ガーデン

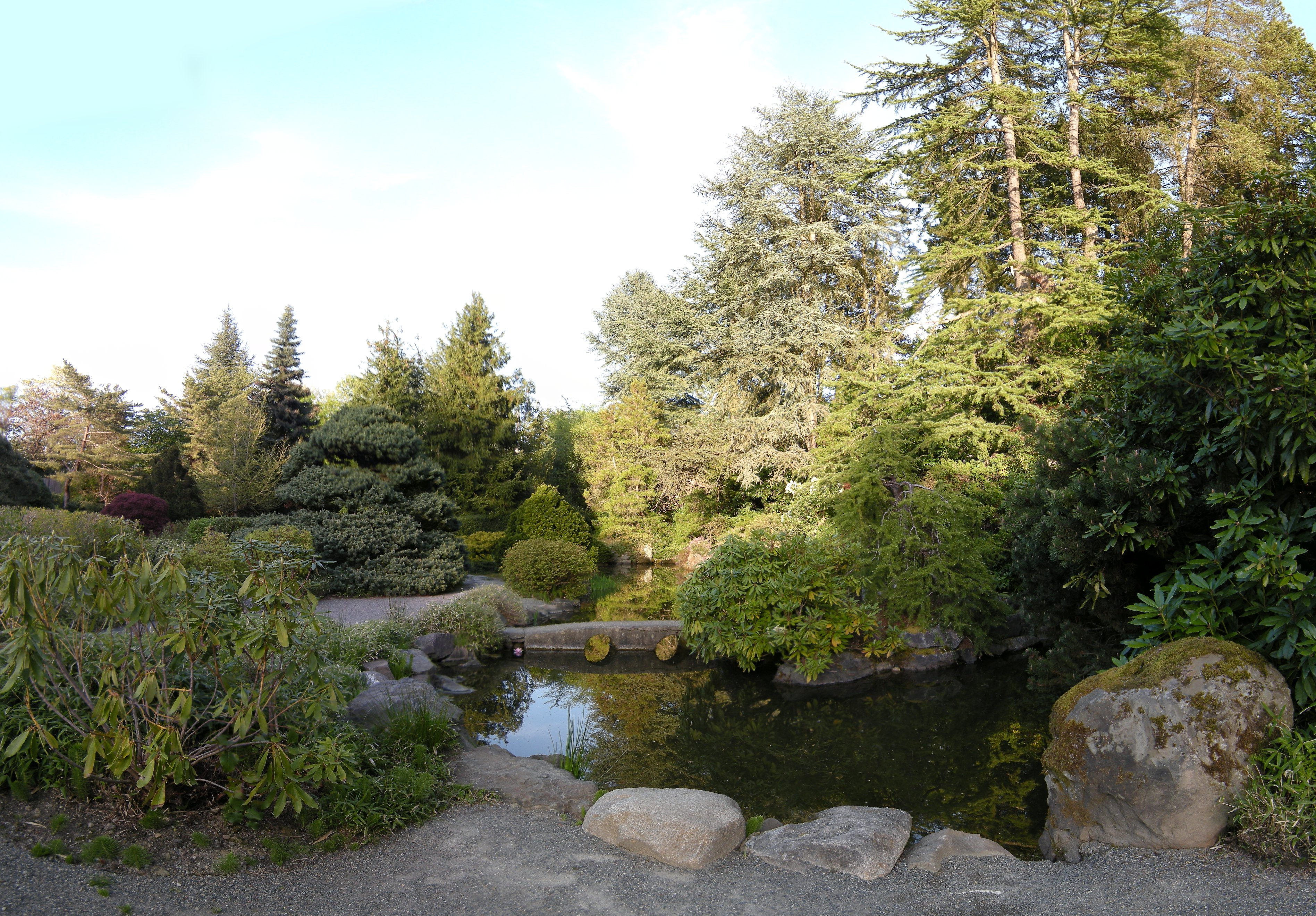
クボタ・フジタロウが手掛けたオリジナルの庭園

クボタ・ガーデン（窪田ガーデン、英語: Kubota Garden）は、アメリカ合衆国ワシントン州シアトル市のレーニア・ビーチ (Rainier Beach, Seattle) にある日本庭園。1927年に日系一世の窪田藤太郎によって造営が開始され、以後改修が重ねられたもので、面積は20エーカー（81,000 m²）。現在はシアトル市が所有する公共公園であり、シアトル市公園局 (Seattle Parks and Recreation) とクボタ・ガーデン財団（Kubota Garden Foundation）によって運営されている。

## 沿革
クボタ・ガーデンを造営したクボタ・フジタロウは、1907年に高知県高岡郡から移民した人物で、庭師として働きながら独学で造園術を修め、1923年にクボタ・ガーデニング・カンパニー（Kubota Gardening Company）を設立した。アメリカ北西部の自然美と日本庭園の技法の調和を目指したクボタの作品には、シアトル大学庭園や、ベインブリッジアイランドのブローデル・リザーブ日本庭園がある。
クボタは1927年、レーニア・ビーチに5エーカー（20,000 m²）の沼沢地を購入し、庭園の造営をはじめた。この土地はクボタの自宅であり、クボタ・ガーデニング・カンパニーの事務所兼展示場であるとともに、造園に用いる樹木の育成場でもあった。クボタの事業は順調であり、その後も土地を買い増した結果、面積は20エーカー（81,000 m²）に達した。また、この庭園はシアトル在住日本人・日系人コミュニティの社会的・文化的な活動のセンターとしての役割を果たした。

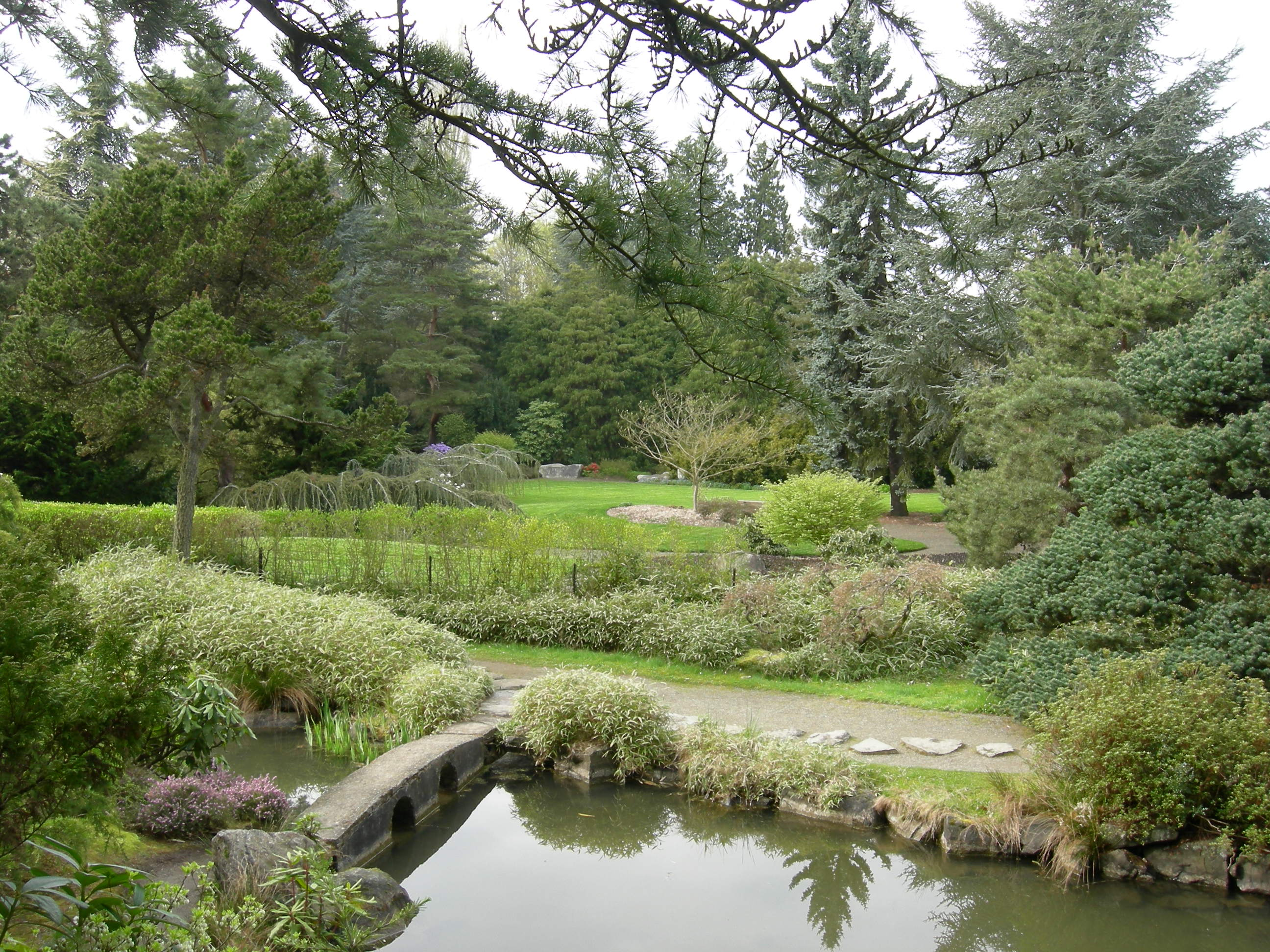
園内の景観

しかし、第二次世界大戦中、日系人の強制収容によりクボタとその一家はアイダホ州のミニドカ収容所に収容され、4年のあいだ庭園は荒れるに任された。クボタは抑留先でも石庭を含むコミュニティパークをつくった。戦後に収容所から解放されたクボタは、息子のタク（Tak）とトム（Tom）とともに造園事業を再開するとともに、この庭園を再興した。1960年代には400トン以上の石が運び込まれ、築山や滝が設けられた。1972年、当地での日本庭園の紹介と造営につとめたことにより、日本政府はクボタに勲五等瑞宝章を授与している。クボタ・フジタロウは1973年に94歳で没するまで庭園の手入れを続けた。
その後、この土地はコンドミニアムの開発にさらされた。これを危惧した地元の人々がシアトル市当局に保存のための措置をとることを働きかけ、1981年に市のランドマーク保存委員会（Seattle Landmarks Preservation Board）は、庭園の核心部分4.5エーカー（18,000 m²）をシアトル市史跡（Historical landmark of the City of Seattle）に指定した。1987年、多くの出資者の助力を受けて、シアトル市はクボタ家から土地を取得した。その後さらに、シアトル市の緑地計画（Open Space Program）により、庭園内を流れる小川 Mapes Creek の保護を目的として、庭園周辺の17エーカー（69,000 m²）の土地がシアトル市によって購入されている。
トム・クボタ回遊庭園（Tom Kubota Stroll Garden）は1999年に造営され、2000年に公開された。2004年にはジェラード・ツタカワ (Gerard Tsutakawa) の設計によって新しい門が建設された。

## クボタ・ガーデン財団
クボタ・ガーデン財団は1989年に設立された非営利法人で、「クボタ・フジタロウの精神と展望にのっとり、クボタ・ガーデンの支援・振興・永続にあたること」を目的とする。クボタ・フジタロウは庭園を公開して、アメリカ人の日本庭園への理解と評価を深めることを望んでいたという。財団は、庭園への財政支援、ボランティアによる作業、出版物の発行をおこなっている。

## 運営
クボタ・ガーデンは市民に公開された庭園である。日中に開園し、年中無休である。学校の生徒、年配者のグループ、旅行者、庭園愛好家が多く訪問する。みどころとしては、芝庭、竹林、連なる池や、築山、トム・クボタ回遊庭園がある。
庭園内には、ハチク（呉竹、Phyllostachys nigra）、イロハモミジ（Acer palmatum）、ギンヨウヒマラヤスギ（Blue Atlas Cedar, Cedrus atlanticus Glauca）、オウシュウトウヒ（Picea abies）など、さまざまな植物が見られる。

## ギャラリー

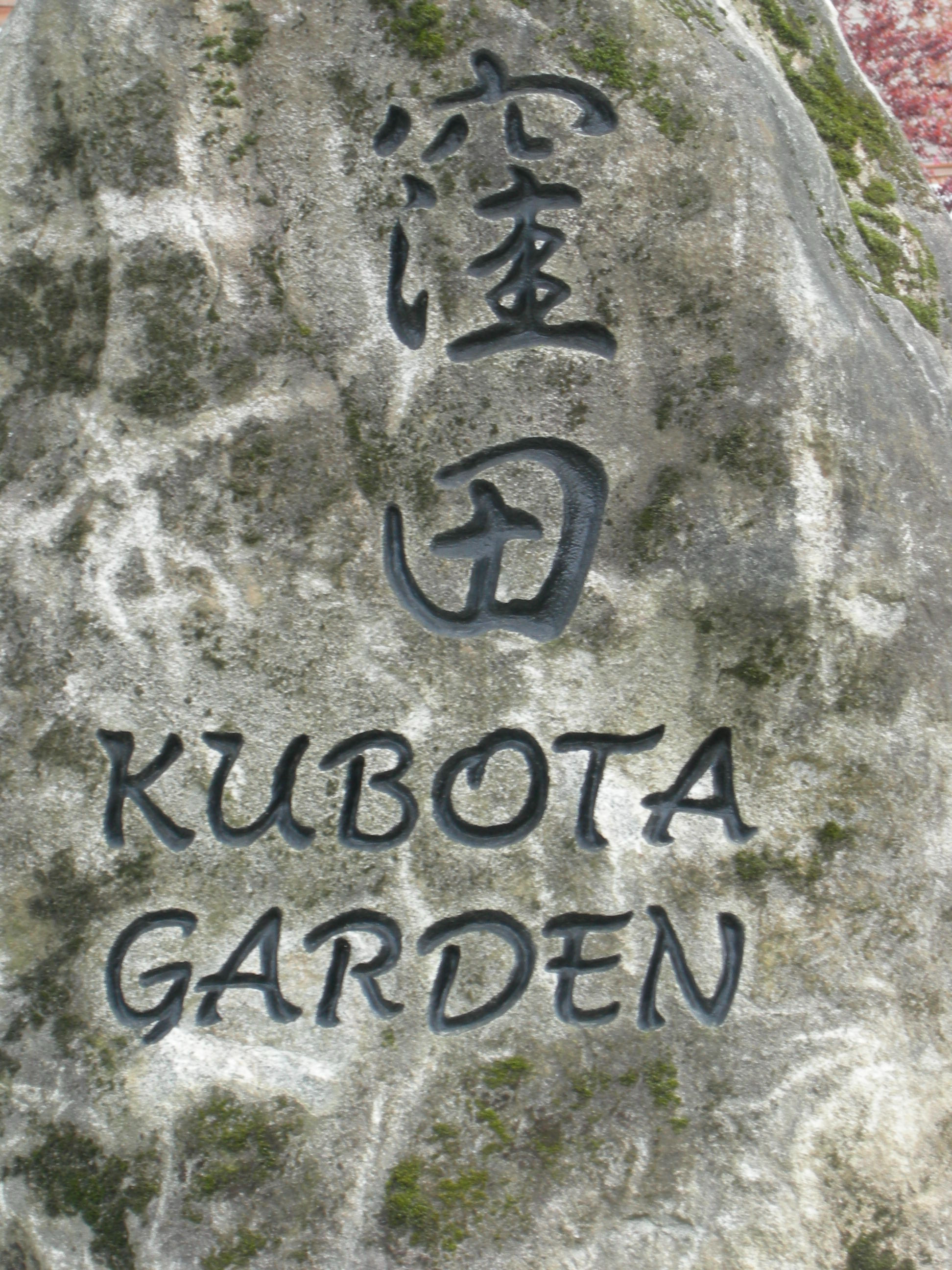
「窪田」と記された石。
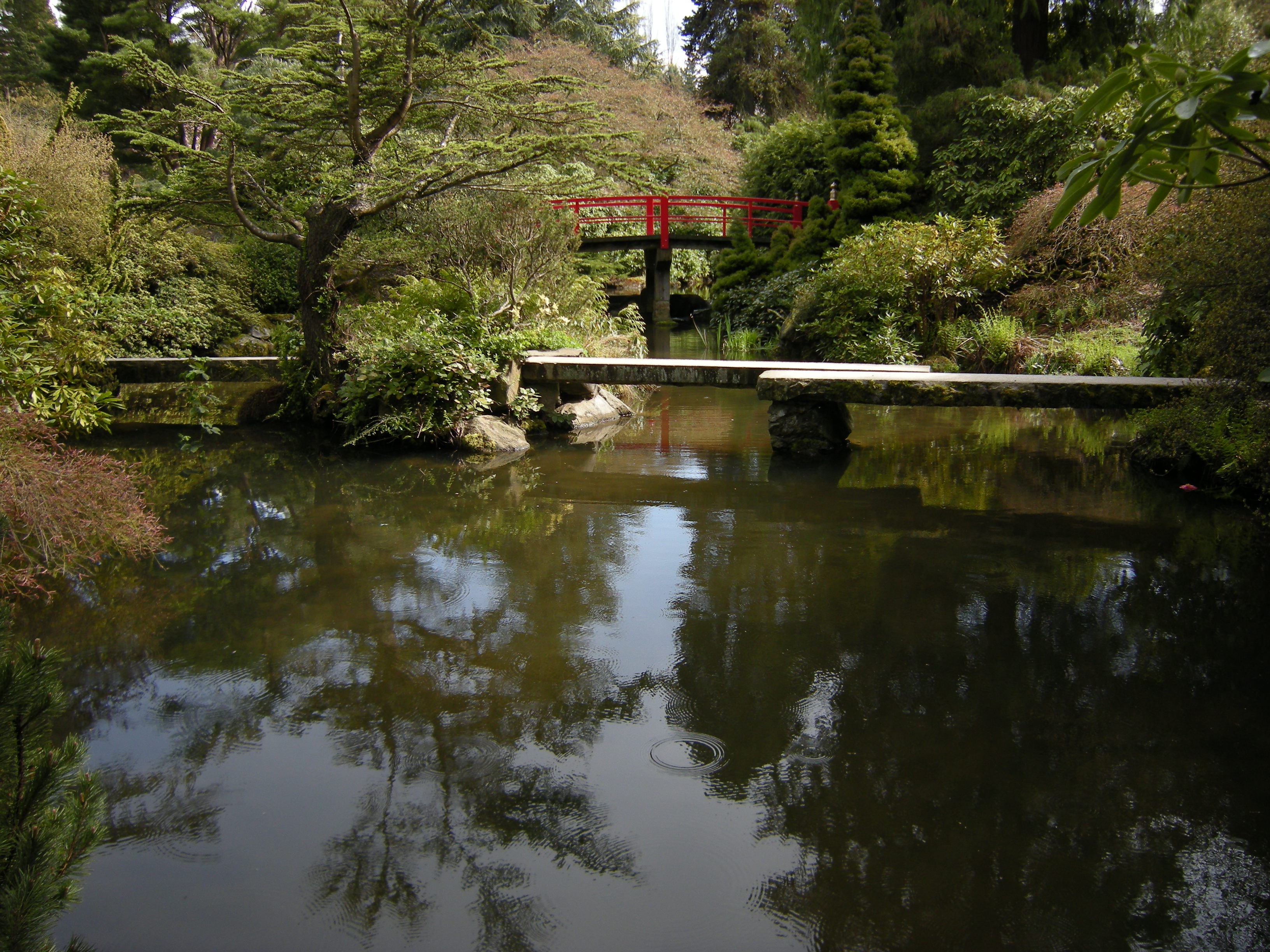
園内の景観。
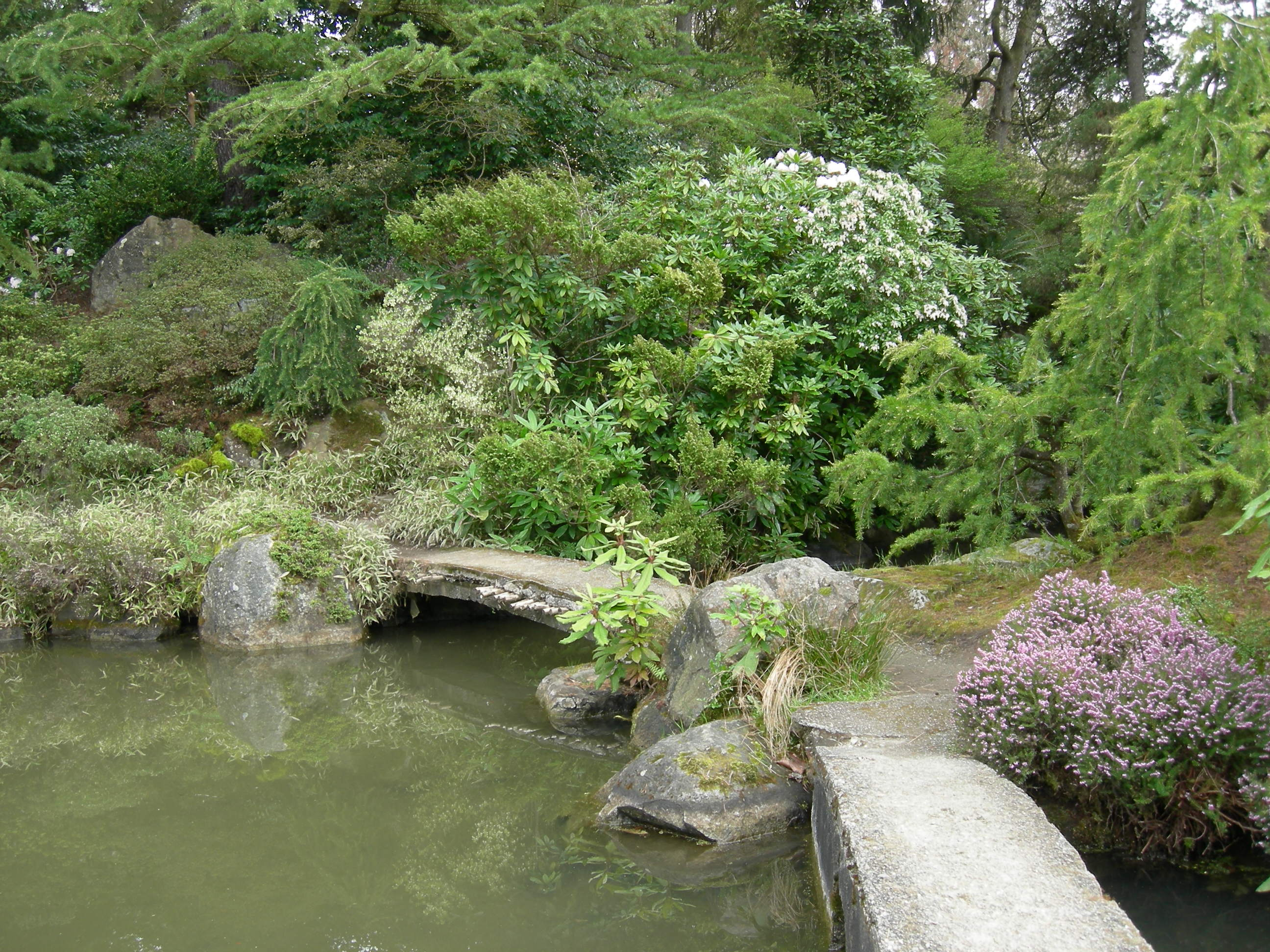
園内の景観。
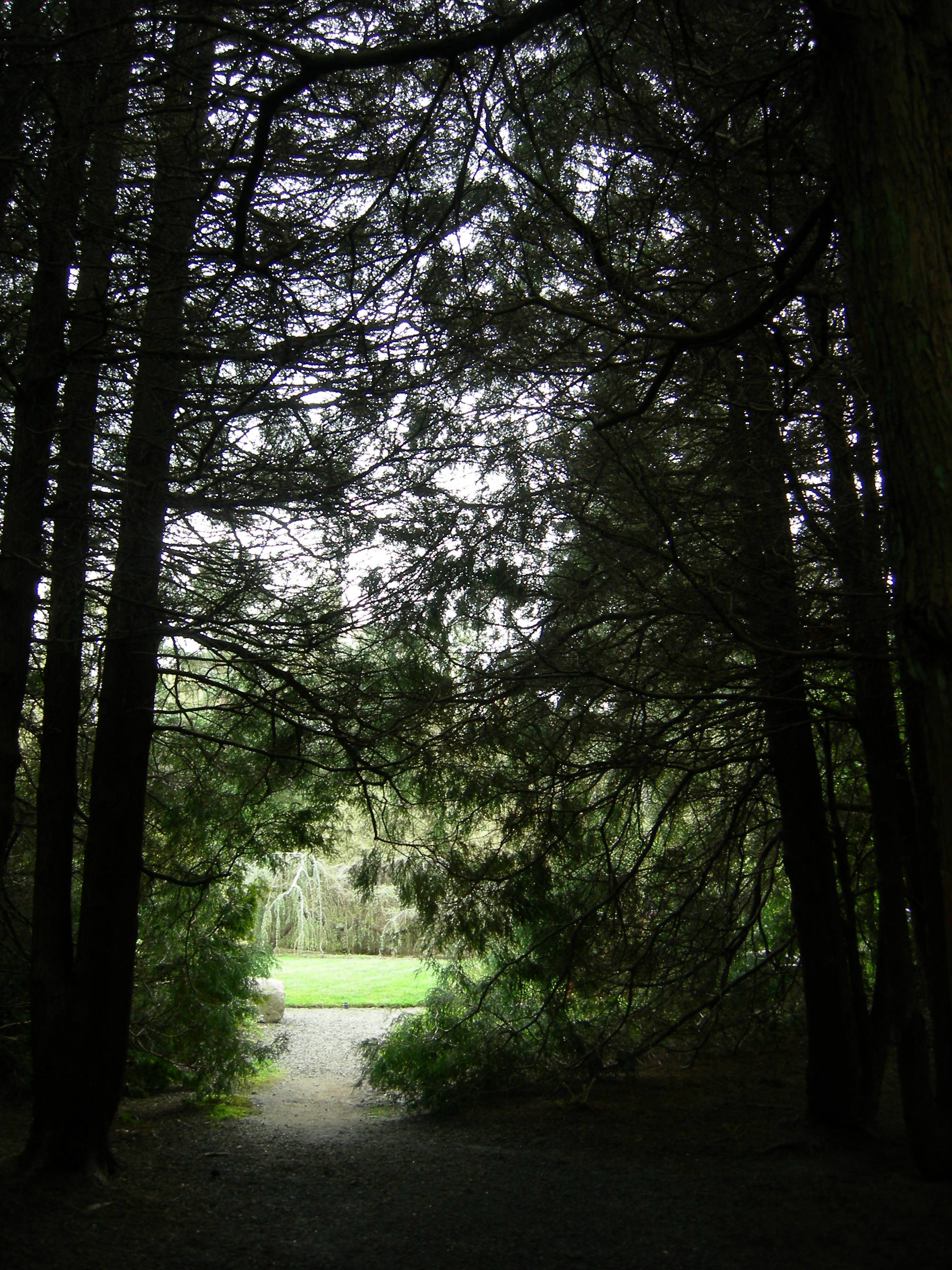
園内の景観。
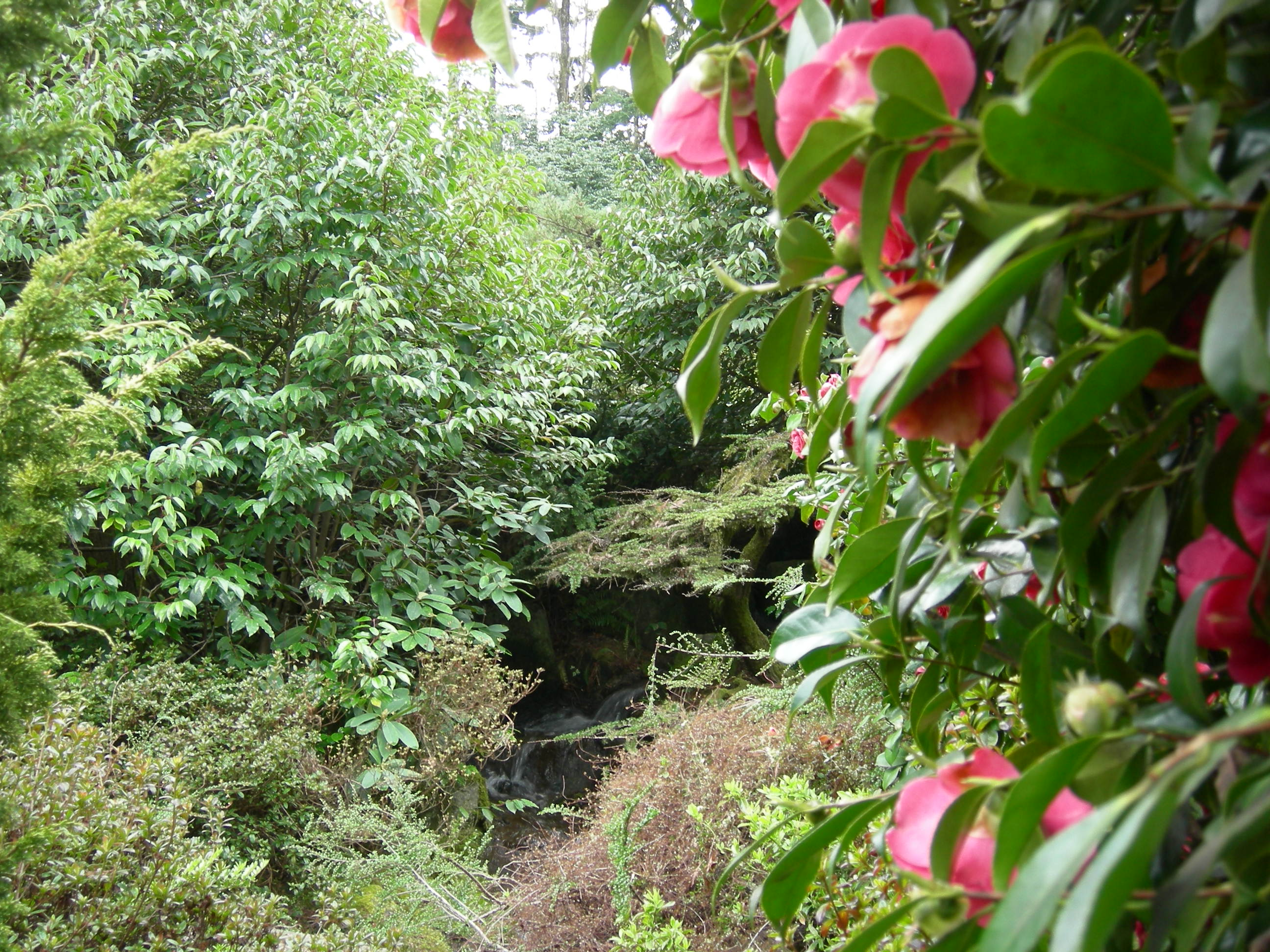
園内の景観。
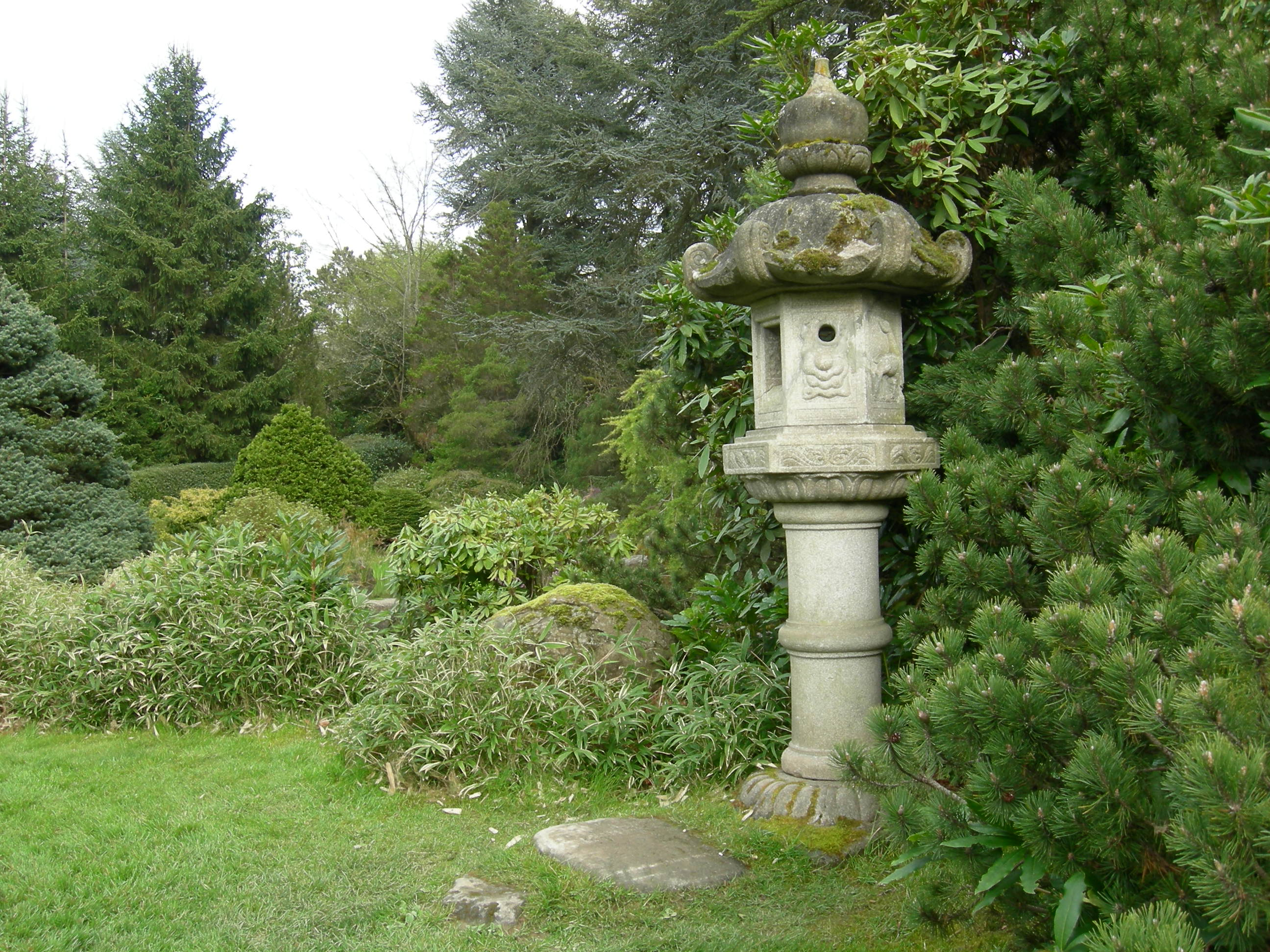
石灯籠も配置されている。
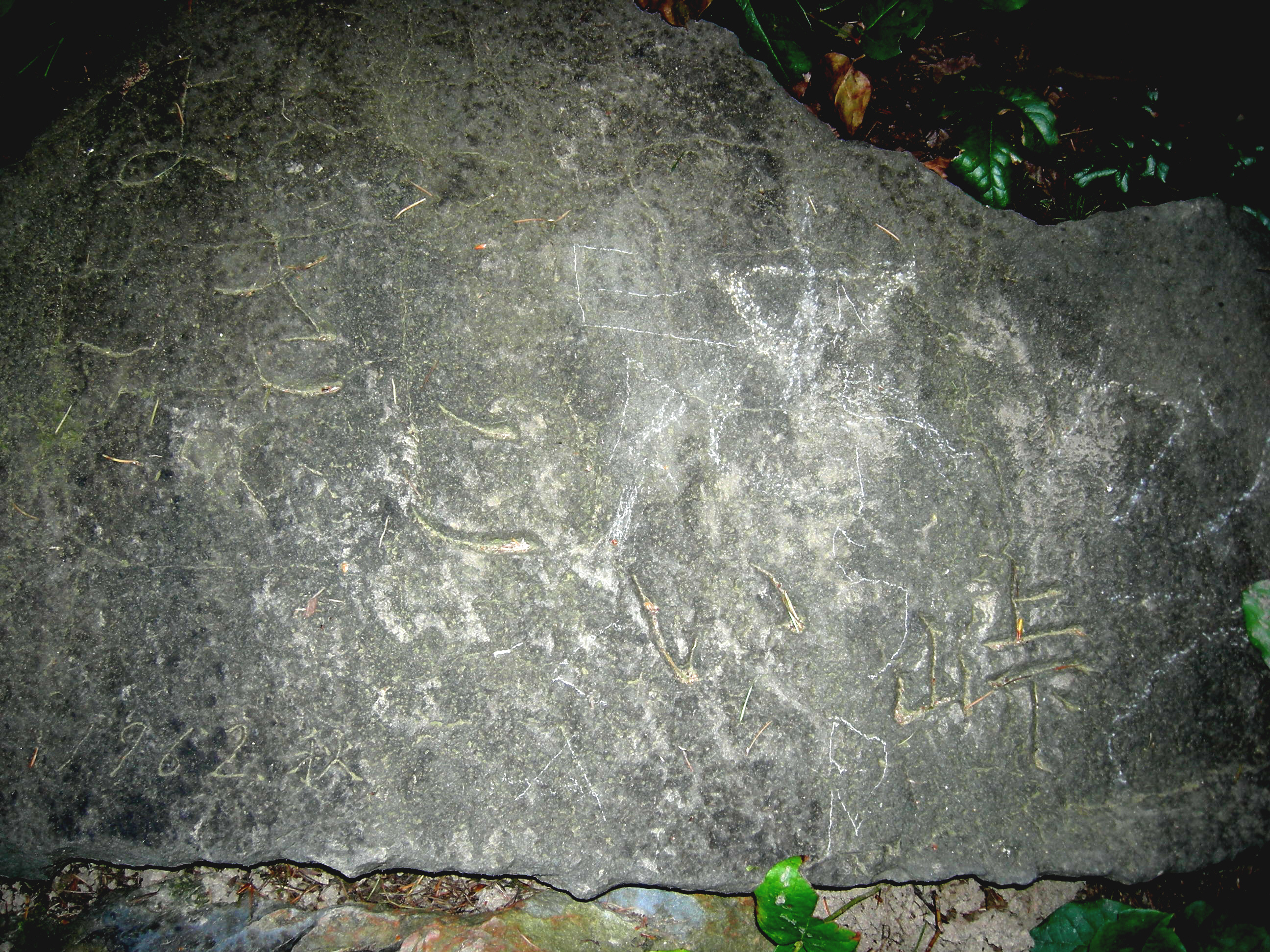
「よさこい峠」と記された石。高知県はフジタロウの故郷である。
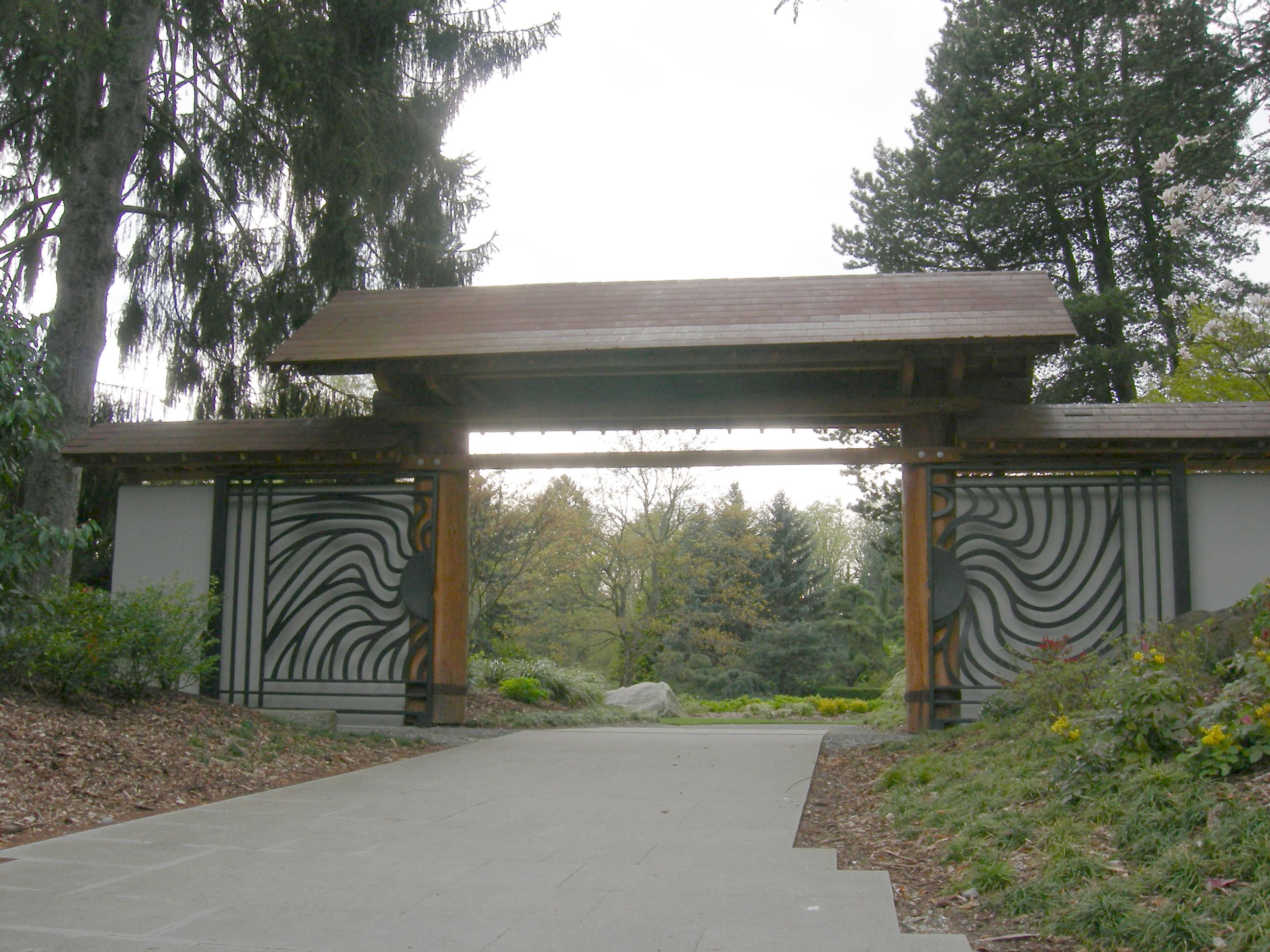
2004年に建てられた門は、ジェラード・ツタカワ設計。